# 王狗
王 狗（おう く、生没年不詳）は、百済の人物。『続日本紀』延暦十年（791年）四月条の文忌寸最弟らの言上によると、漢の高帝の血筋で百済に移住していた。

## 人物
王狗の孫である王仁は、百済貴須王に派遣されて、『論語』『千字文』を携えて来日したとされているが、『千字文』は6世紀に成立したので、応神朝にあたる5世紀には存在せず、つくり話しとみるのが通説である。それは、7世紀から8世紀の為政者にあった、漢字・漢学は中国が起源であり、中国から百済を通過して日本に伝えられたという認識が王仁の出自に仮託されたものである。
なお、実際の王仁は高句麗に滅ぼされた漢の朝鮮植民地楽浪郡の漢人学者（楽浪王氏は楽浪郡出土の印章、漆器、塼、封泥、墓壁銘などに多く記されており、楽浪郡の有力豪族であったことが知られる）か、あるいは実在の人物ではないかのどちらかに大別される。津田左右吉は、後人の造りごととしている。